# Cornelis Gerrit Nicolaas de Vooys

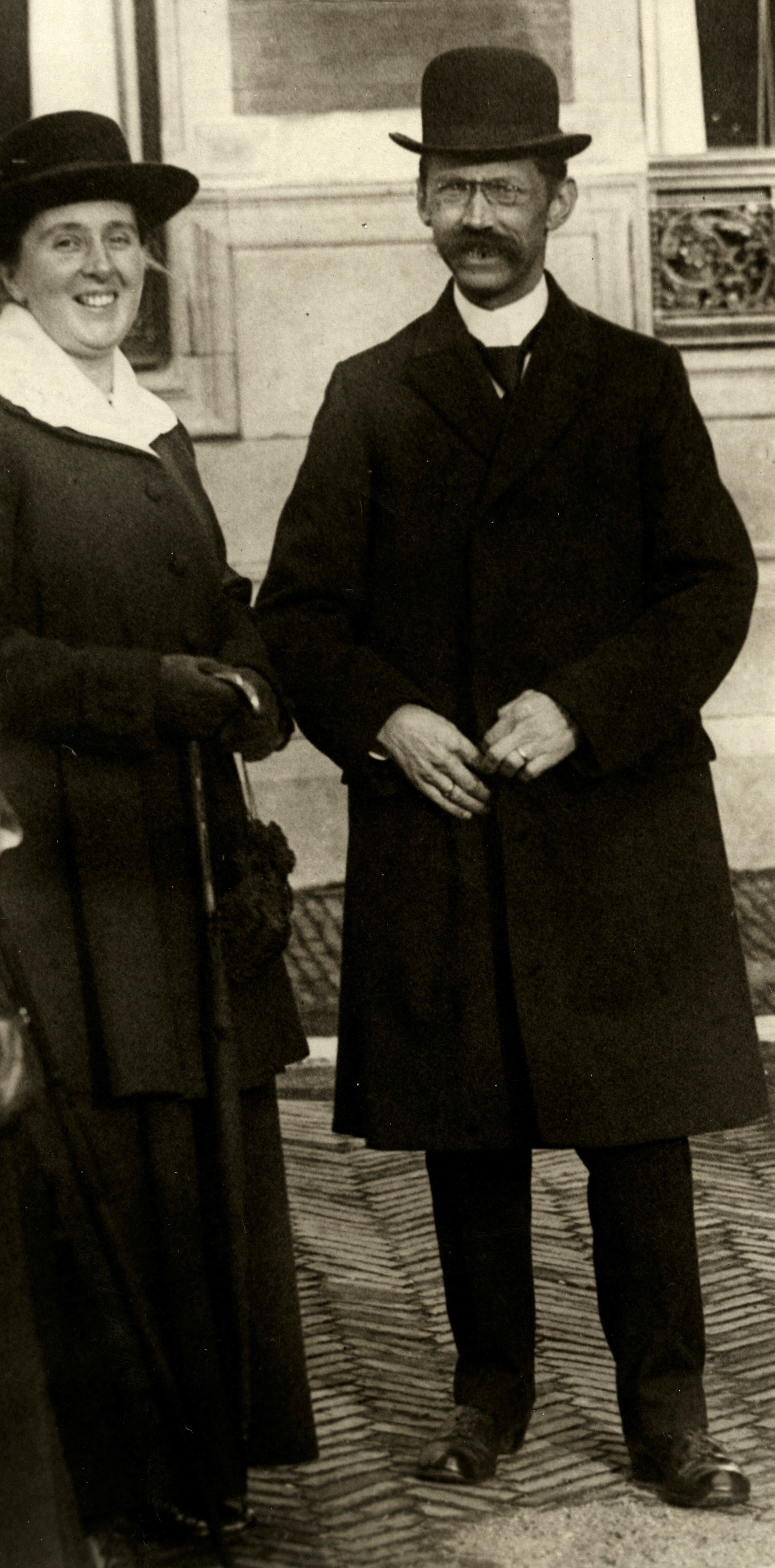
Vooys mit seiner Ehefrau 1918

Cornelis Gerrit Nicolaas de Vooys (* 26. Mai 1873 in Gouda; † 6. November 1955 in Utrecht) war ein niederländischer Niederlandist.

## Leben
Cornelis Gerrit Nicolaas wurde als ältester Sohn des Goldschmiedes Gerrit Cornelis de Vooys (* 1. März 1847 in Gouda; † 19. Juli 1916 ebenda) und dessen Frau Neeltje Kruijt (* 29. Juni 1850 in Gouda; † 26. Mai 1933 in Oosterbeek) geboren. Sein Elternhaus scheint recht anregend gewesen zu sein, denn sein Bruder Isaac Pieter de Vooys (* 3. Februar 1875 in Gouda; † 19. Februar 1955 in Arnhem) wurde Professor für mechanische Technologie an der technischen Hochschule in Delft. Nach dem Besuch der höheren Bürgerschule und des Gymnasiums in Gouda, begann Vooys 1893 ein Studium der niederländischen Literatur an der Universität Leiden. Hier wurden vor allem Jacob Verdam, Jan ten Brink und Pieter Jacob Cosijn seine prägenden Lehrer. Vooys promovierte 1900 mit der Arbeit Middel-Nederlandse legenden en exemplen zum Doktor der Literaturwissenschaften. Anschließend wurde er Lehrer in Rotterdam, Leeuwarden und wechselte 1902 als Lehrer an das Gymnasium in Assen. 1915 berief man ihn zum Professor für niederländische Sprache und Literatur an die Universität Utrecht, welche Aufgabe er mit der Antrittsrede Wording en verwording van letterkundige taal begann.
Vooys hatte zahlreiche Publikationen verfasst und setzte sich für eine Rechtschreibreform der Niederlande ein. In seiner gegründeten Fachzeitschrift De Nieuwe Taalgrids, wirkte er öfter als Redakteur von Fachaufsätzen. Seine zahlreichen Publikationen fanden auch in der Wissenschaftswelt Anerkennung. So wurde er 1925 Mitglied der königlich niederländischen Akademie der Wissenschaften und später auswärtiges Ehrenmitglied der flämischen Koninklijke Academie voor Nederlandse Taal- en Letterkunde. Im Akademiejahr 1932/33 wählte man Vooys zum Rektor der Utrechter Alma Mater, in welcher Eigenschaft er am 18. März 1933, zum 297. Jahrestag der Utrechter Hochschule, die Rektoratsrede De studie van de woordbeteekenis hielt. Am 7. Oktober 1935 wurde er Ehrendoktor der Universität Gent, am 20. Oktober 1947 Ehrendoktor der Universität Löwen und am 22. März 1952 erhielt er die honoris causa Würde der südafrikanischen Witwatersrand-Universität in Johannesburg. 1946 wurde er aus seiner Professur emeritiert, blieb aber weiterhin literarisch aktiv. Vooys verstarb an den Folgen eines am 27. Oktober 1955 erfolgten Verkehrsunfalls. Sein Leichnam wurde am 10. November desselben Jahres in Utrecht beigesetzt.

## Familie
Vooys verheiratete sich am 1. August 1903 in Assen mit Catharijna Clara Maria Kluit (* 15. September 1876 in Moordrecht; † 15. April 1963 in Gouda), die Tochter des Notars Adriaan Kluit (* 15. September 1824 in Dordrecht; † 29. Dezember 1889 in Moordrecht) und dessen Frau Clara Maria Lotsij (* 14. Dezember 1837 in Dordrecht; † 6. Dezember 1924 in Utrecht). Aus der Ehe stammen ein Sohn und zwei Töchter. Von den Kindern kennt man:
- Nelly Clara de Vooys (* 8. Juni 1905 in Assen; † 5. April 1993 in Wassenaar) verh. 6. März 1935 in Utrecht mit Hugo Boissevain (* 20. September 1904 in Winschoten; † 11. Oktober 1986 in Wassenaar)
- Adriaan Cornelis de Vooys (* 22. Januar 1907 in Assen; 28. Juni 1993 in Bilthoven) Professor für soziale Geographie in Utrecht
- Sophia Arnolda Christina de Vooys (* 1. März 1909 in Assen; † 5. Februar 1925 in Utrecht)

## Werke (Auswahl)
- Middel-Nederlandse legenden en exemplen. Bijdrage tot de kennis van de prozaliteratuur en het volksgeloof in de middeleeuwen. Den Haag 1900, 1925, Groningen 1926, Groningen 1974
- Middelnederlandse Marialegenden. Leiden 1903 (2. Bde.)
- Historische Schets van de Nederlandse Letterkunde. 1908; 3. Aufl. Groningen 1910, 5. Aufl. Groningen 1912, 6. Aufl. Groningen 1913; 7. Aufl. Groningen 1915; 10. Aufl. Groningen 1919, 13. Aufl. Groningen 1927, 15. Aufl. Groningen 1933; 20. Aufl. Groningen 1949, 22. Aufl. Groningen 1953, 23. Aufl. Groningen 1955, 25. Aufl. Groningen 1958, 26. Aufl. Groningen 1959, 30. Aufl. Groningen 1966, 32. Aufl. Groningen, 1980. (mit Garmt Stuiveling, auch unter dem Titel: Historische schets van de Nederlandse letterkunde voor schoolgebruik en hoofdakte-studie)
- Letterkundige studiën. 1910
- Wording en verwording van letterkundige taal. Groningen 1915
- Verzamelde taalkundige opstellen. 1925
- Nederlandse spraakkunst. Groningen 1947, 2. Aufl. Groningen 1949, 3. Aufl. Groningen 1953, 5. Aufl. Groningen 1960, 6. Aufl. Groningen 1963, 7. Aufl. Groningen 1967 (mit Moritz Schönfeld (1880–1958))
- Geschiedenis van de Nederlandse taal in hoofdtrekken geschetst. Groningen 1931, 2. Aufl. Groningen 1936, 3. Aufl. Antwerpen 1943, 4. Aufl. Antwerpen 1946, 5. Aufl. Antwerpen 1952, Nachdruck 1970, 1975
- Nedersaksische en Hoogduitse invloeden op de Nederlandse woordvoorraad. Amsterdam 1936
- De bezwaren tegen de nieuwe spelling weerlegd. Amsterdam 1935
- Kanttekeningen bij Dr. W. Couvreur’s beschouwingen over "De hervorming van spelling en schrijftaal in het Nederlandsch". Löwen 1939
- Oorsprong, eigenaardigheden en verbreiding van Nederlands "slang". Amsterdam 1940
- De naamvals -n bij namen van mannelijke personen en dieren is onaanvaardbaar, èn op wetenschappelijke èn op paedagogische gronden. Purmerend 1941
- Klanknabootsing, klanksymboliek, klankexpressie. Amsterdam 1942
- Inleiding tot de studie van de woordbetekenis. Groningen 1938, 2. Aufl. Antwerpen 1943
- Nederlandse letterkundigen tegenover de Franse overheersing. Amsterdam 1945
- Duitse invloed op de Nederlandse woordvoorraad. Amsterdam 1946
- Wisselwerking en samenwerking van Noord en Zuid-Nederland, op taal- en letterkundig gebied. Gent 1946
- Engelse invloed op de Nederlandse woordvoorraad. Amsterdam 1951
- Een verloren vastenspel van sinnen uit de 16de eeuw. Gent 1953
- Middelnederlandse stichtelijke exempelen. Zwolle 1953
- Middelnederlandse prozaverhalen over de geboorte van Jezus. Utrecht 1954